# Dębowo (województwo pomorskie)
Dębowo (dodatkowa nazwa w j. kaszub. Dãbòwò) – osada  w Polsce   położona w województwie pomorskim, w powiecie bytowskim, w gminie Lipnica. 
Osada kaszubska na Równinie Charzykowskiej w regionie Kaszub zwanym Gochami,  w kompleksie leśnym Borów Tucholskich nad jeziorem Gwiazda, jest częścią składową sołectwa Borowy Młyn.
W latach 1975–1998 miejscowość należała administracyjnie do województwa słupskiego.